# غونتسبورغ
غونتسبورغ (بالألمانية: Günzburg) هي مدينة و بلدة ألمانية تقع في ألمانيا في غونتسبورغ.[بحاجة لمصدر]

## المدن التوأمة
مدن نويشتات إن زاكسن، لانيون و Šternberk هي مدن توأمة لـغونتسبورغ.

## أعلام
- يوزاف منغيله
- أوتل آيشر
- ستيفانو تشيلوزي
- غوتفريد يونكر
- بترا كيلي